# Abby Hadassah Smith
Abby Hadassah Smith (Glastonbury, 1 de junio de 1797 - 23 de julio de 1879) fue una sufragista pionera estadounidense, quien hizo campañas a favor de la propiedad y el derecho a voto en Glastonbury, Connecticut. Fue tema del libro Abby Smith and Her Cows, en la que su hermana Julia Evelina Smith relataba la historia de una lucha de resistencia fiscal que emprendieron en la causa sufragista.

## Familia
Nacida en 1797, Smith fue la menor de cinco hijas de Hannah Hadassah Hickock y Zephaniah Hollister Smith, un clérigo inconformista anglicano convertido en agricultor.
La madre de Smith escribió una de las primeras peticiones abolicionistas, presentado al Congreso de los Estados Unidos por John Quincy Adams. La familia se unió en apoyo de su defensa hacia la educación, la abolición de la esclavitud, y los derechos de la mujer. A instancias de Hannah, la casa familiar en la Calle Principal, la Mansión Kimberly, fue un punto de encuentro para Connecticut reedom Trail; actualmente es un Hito Histórico Nacional designado.
En 1994, los Smiths de Glastonbury—concretamente, Smith, sus hermanas y su madre— fueron incorporadas al Salón de la Fama de las mujeres de Conneticut.

## Activismo por el sufragio
Smith recibió su educación en el Seminario Emma Willard en Troy, Nueva York, y se sabe que mantuvo un diario escrito en francés y latino. En 1869, Abby y su hermana Julio, asistieron a una reunión de sufragistas en Hartford, Connecticut. En 1872, la ciudad de Glastonbury intentó aumentar los impuestos hacia las hermanas Smith y otras dos viudas de la ciudad. Ninguno de los impuestos de sus vecinos varones había aumentado, por lo que las hermanas rechazaron pagar los impuestos sin haber tenido derecho a votar en las reuniones de la ciudad. La difícil situación de las viudas se publicó pronto en The Republican, un periódico local de Springfield, Massachusetts, y rápidamente varios periódicos del país publicaron la historia.
En 1873, Smith viajó a Nueva York para asistir a la primera reunión de la Asociación para Avance de la Mujer, y un mes después, ella protestó por los impuestos de las mujeres carentes de derechos. En enero de 1874, siete de sus vaca fueron confiscadas y vendidas por impuestos. Cuando protestó por la incautación de sus bienes, también le confiscaron ilegalmente 15 acres de pastizales por impuestos morosos. Las hermanas presentaron una demanda ante la corte local, y finalmente ganaron el juicio. En The Woman's Bible, escrito por Elizabeth Cady Stanton señaló que "los discursos simples y pintorescos de Abby Smith llamaron la atención (...) y desde ese momento su fama creció rápidamente."

## Fuente bibliográfica
- Smith, J.E. (1877), Abby Smith and Her Cows.